# 勇気スーパーボール!
「勇気スーパーボール!」（ゆうきスーパーボール）は、THE ポッシボーの17枚目のシングル。2014年3月26日にVERSIONMUSIC（ビクターエンタテインメント）から発売された。

## 解説
- メジャーでの9thシングル。
- THE ポッシボー名義としては最後のシングルとなった。
- タイトル・トラックの「勇気スーパーボール!」は、WEB上の投票と2014年1月17日に東京・新宿BLAZEで開催されたライブ・イベントでの直接投票を合算。この日のステージ上で決定した[4]。
- 通常盤とタイプA～Eの6形態でリリースされ、通常盤とタイプA～Dには残りの候補5曲がカップリングとして収録された。また、タイプA～Eにはそれぞれライブ音源が収録されている。
- タイトル・トラックと通常盤のカップリング曲「Do Me! Do!」は、アルバム『1116』に収録された。

### シングル曲決定の経緯
- 2013年12月29日 FM NACK5 リクエストウルトラ7V10達成記念! 『i-BAN!! THEポッシボー スペシャル!!!』にて、2014年3月発売のシングル曲を、6曲の候補の中からファン投票で決定することを発表[5][6]。
- 2014年1月6日 「幸せの天秤」「人生はパーリィー!だぁー!」「全力で愛して…ねッ!」「Do Me! Do!」「Nasty!」「勇気スーパーボール！」のシングル候補6曲のデモ音源が、YouTubeとSoundCloudにて公開された[4]。
- 2014年1月15日 『ポッシボー会議vol.35』にて、第一次投票で選ばれた上位3曲「人生はパーリィー!だぁー!」「Do Me! Do!」「勇気スーパーボール!」に絞り込まれ、1月17日に新宿BLAZEにて開催の単独ライブ『THE ポッシボー バンドライブ2014〜（おもしろ企画あり）詳細はHPへGOッ!〜』で確定する事になった。
- 2014年1月17日 来場者の投票とウェブでの投票との合算により「勇気スーパーボール!」がシングル曲に決定した[7]。

## 収録曲

### 通常盤
1. 勇気スーパーボール!
作詞・作曲：本上遼、編曲：本上遼&原田勝通
2. Do Me! Do!
作詞・作曲：本上遼、編曲：本上遼&原田勝通
3. 勇気スーパーボール!（inst）
4. Do Me! Do!（inst）

### タイプA
1. 勇気スーパーボール!
2. 人生はパーリィー!だぁー!
作詞・作曲：本上遼、編曲：本上遼・原田勝通・手島いさむ
3. 勇気スーパーボール!（inst）
4. 人生はパーリィー!だぁー!（inst）
5. 人生はパーリィー!だぁー!（ライブ）

### タイプB
1. 勇気スーパーボール!
2. 幸せの天秤
作詞・作曲：本上遼、編曲：本上遼&原田勝通
3. 勇気スーパーボール!（inst）
4. 幸せの天秤（inst）
5. 幸せの天秤（ライブ）

### タイプC
1. 勇気スーパーボール!
2. Nasty!
作詞・作曲：本上遼、編曲：本上遼&原田勝通
3. 勇気スーパーボール!（inst）
4. Nasty!（inst）
5. Nasty!（ライブ）

### タイプD
1. 勇気スーパーボール!
2. 全力で愛して…ねッ!
作詞・作曲：本上遼、編曲：本上遼&原田勝通
3. 勇気スーパーボール!（inst）
4. 全力で愛して…ねッ!（inst）
5. 全力で愛して…ねッ!（ライブ）

### タイプE
1. 勇気スーパーボール!
2. 勇気スーパーボール!（ライブ）
3. Do Me! Do!（ライブ）

## タイアップ
- TBCラジオ 3月度イチオシパワープレイ
- NACK5 3月後期パワープレイ
- bayfm パワープレイ
- FM-FUJI「SOUND FOREST」3月
- 日本テレビ系「ミュージックドラゴン」パワープレイ
- テレビ東京「The Girls Live」エンディングテーマ